# Parallelia onelia
Parallelia onelia är en fjärilsart som beskrevs av Achille Guenée 1852. Parallelia onelia ingår i släktet Parallelia och familjen nattflyn. Inga underarter finns listade i Catalogue of Life.